# Mossoró (häst)
Mossoró, född 1929 på Haras Maranguape i Pernambuco, Brasilien, död okänt år, var ett brasilianskfött engelskt fullblod, mest känd för att ha blivit den första hingst som segrat i Grande Prêmio Brasil 1933. 

## Bakgrund
Mossoró var en skimmelhingst efter Kitchner och under Galathea (efter Rack Sand). Han föddes upp av Frederico Lundgren på Haras Maranguape i Pernambuco, Brasilien.

## Karriär
Mossoró tog karriärens största seger 1933, då han segrade i Grande Prêmio Brasil. Han blev med segern den första hingsten som lyckats segra i löpet.

## Stamtavla
| Efter Kitchner Skimmel, 1916 | Novelty 1908    | Kingston 1884   | Spendthrift, 1876   |
| Efter Kitchner Skimmel, 1916 | Novelty 1908    | Kingston 1884   | Kapanga, 1876       |
| Efter Kitchner Skimmel, 1916 | Novelty 1908    | Curiosity 1903  | Voter, 1894         |
| Efter Kitchner Skimmel, 1916 | Novelty 1908    | Curiosity 1903  | Pink Domino, 1897   |
| Efter Kitchner Skimmel, 1916 | Ma Choutte 1906 | Gay Lad 1893    | Le Sancy, 1884      |
| Efter Kitchner Skimmel, 1916 | Ma Choutte 1906 | Gay Lad 1893    | Remembrance, 1883   |
| Efter Kitchner Skimmel, 1916 | Ma Choutte 1906 | Jolly Girl 1899 | Gournay, 1884       |
| Efter Kitchner Skimmel, 1916 | Ma Choutte 1906 | Jolly Girl 1899 | Mandragore, . 1888  |
| Undan Galathea Brun, 1915    | Pericles 1900   | Persimmon 1893  | St Simon, 1881      |
| Undan Galathea Brun, 1915    | Pericles 1900   | Persimmon 1893  | Perdita, 1881       |
| Undan Galathea Brun, 1915    | Pericles 1900   | Antibes 1886    | Isonomy, 1875       |
| Undan Galathea Brun, 1915    | Pericles 1900   | Antibes 1886    | St Marguerite, 1879 |
| Undan Galathea Brun, 1915    | En Course 1909  | Ajax 1901       | Flying Fox, 1896    |
| Undan Galathea Brun, 1915    | En Course 1909  | Ajax 1901       | Amie, 1893          |
| Undan Galathea Brun, 1915    | En Course 1909  | Coureuse 1902   | Masque, 1894        |
| Undan Galathea Brun, 1915    | En Course 1909  | Coureuse 1902   | Choice, 1892        |